# Chungnam Asan FC
El Chungnam Asan Football Club (en coreano: 충남 아산 축구단) es un club de fútbol de la ciudad de Asan, Corea del Sur. Fue fundado en 2020 y juega en la K League 2, segunda división del país.

## Historia
Tras el anuncio de noviembre de 2019 por parte del Ansan Mugunghwa FC, club policial y militar de la ciudad de Asan que servía a civiles surcoreanos que realizaban su servicio militar, en transformar al club en un equipo para civiles y jugadores foráneos.
El nuevo nombre, Chungnam Asan FC, así como su logo, fue revelado el 27 de diciembre de 2019.

## Estadio
Disputa sus encuentros de local en el Estadio Yi Sun-sin, con capacidad para 17 376.